# Josef Furrer
Josef Furrer (* 23. September 1869 in Silenen; † 21. April 1925 ebenda, heimatberechtigt in Silenen) war ein Schweizer Politiker (KVP).

## Biografie
Furrer besuchte Industrieschulen in Roveredo und Freiburg. Später arbeitete er von 1912 bis 1925 als Notar und wurde durch die Erbschaft seiner Frau der Besitzer des Hotel zum Engel in Amsteg.
Er war von 1886 bis 1901 Gemeindeschreiber sowie von 1886 bis 1911 Posthalter in seinem Wohn- und Heimatsort Silenen. Von 1902 bis 1906 war er vier Jahre lang Gemeinderatspräsident.
Grössere politische Mandate hatte er von 1896 bis 1898 als Urner Landrat, von 1898 bis 1914 als Regierungsrat des Kantons Uri und von 1907 bis 1908 und von 1911 bis 1912 als Landammann inne. Im Jahre 1901 wurde er in den Ständerat gewählt und hatte dort bis 1911 Einsitz, ehe er in den Nationalrat gewählt wurde und dort bis 1914 verblieb.
Josef Furrer galt als Exponent der Konservativen Volkspartei und verzichtete nach dem Bankrott der Ersparniskasse Uri auf seine Mandate. Er errang Verdienste bei der Beratung des Einführungsgesetzes zum Zivilgesetzbuch und bei der Realisierung des Kollegiums in Altdorf.